# برج الظلام 4: الساحر والزجاج
الساحر والزجاج هي رواية خيالية للكاتب الأمريكي ستيفن كينغ. وهي الكتاب الرابع ضمن سلسلة رواية برج الظلام، ونُشرت في عام 1997. احتلت المركز الرابع في استطلاع لوكوس السنوي لأفضل رواية خيالية تحت العنوان الفرعي «ريغارد».

## ملخص
تبدأ الرواية حيث انتهت رواية الأرض الخراب. بعد أن يطرح جيك وإيدي وسوزانا ورولاند الألغاز على بلاين ذا مونو دون جدوى لعدة ساعات، يهزم إيدي الكمبيوتر المجنون بإخباره النكات الطفولية. يصبح بلاين غير قادر على التعامل مع الألغاز «غير المنطقية» والدارات القصيرة.
ينزل حاملو السلاح الأربعة وأوي ذا بيلي بامبلر في محطة سكة حديد توبيكا، والتي تفاجؤوا أنها في توبيكا، كانساس، في ثمانينيات القرن العشرين. كانت المدينة مهجورة، لأن هذا الإصدار من العالم الوهمي خلا من سكانه بسبب الإنفلونزا كما ذُكر في رواية الموقف. تشترك هذه الكتب أيضًا فيما بينها بذكر الرجل المتجول من رواية الموقف في الصفحة 95، «شخص ما قد رش الطلاء على لافتتين تشيران إلى المنحدر الصاعد. على اللافتة التي كُتب عليها سانت لويس 215، كتب أحدهم احذروا الرجل المتجول»، من بين أمور أخرى. يوجد في هذا العالم أيضًا بعض الاختلافات الطفيفة الأخرى عن العالم (أو العوالم) المعروف لدى إيدي وجيك وسوزانا؛ على سبيل المثال، فريق البيسبول في كانساس سيتي هو الملوك (لا الرويالس)، ونوز-إيه-لا هو مشروب غازي شهير.
تغادر مجموعة كا تيت المدينة عبر طريق كنساس السريع (ترنبايك كنساس)، وبينما يخيمون في إحدى الليالي بجانب ثقب غريب ذي أبعاد يسميه رولاند «بقعة»، يخبر حامل السلاح المتدربين عن ماضيه، وعن أول مرة صادف فيها البقعة.
في بداية القصة (داخل القصة)، يكسب رولاند (في سن الرابعة عشرة) أسلحته -وهي قصة يعاد سردها في العدد الافتتاحي لـولادة حامل السلاح- ويصبح أصغر بائع أسلحة في الذاكرة. فعل ذلك لأنه اكتشف أن مستشار والده الموثوق به، الساحر مارتين برودكلوك، كان على علاقة بوالدته، غابرييل ديشين. نتيجة غضبه، يتحدى رولاند معلمه كورت في مبارزة لكسب أسلحته. يغلب رولاند معلمه، ويرسله والده شرقًا بعيدًا عن جلعاد لحمايته. يغادر رولاند مع مرافقَين، كاثبيرت أولغود وآلان جونز.
بعد وقت قصير من وصولهم إلى بارونية ميجيس البعيدة، يقع رولاند في حب سوزان ديلغادو، «غيلي» العشيقة الموعودة للعمدة. يسيطر عليه حبه لسوزان ديلغادو لفترة، ويكاد يؤدي إلى خلاف دائم بينه وبين صديقه المقرب سابقًا كاثبيرت. يكتشف هو ورفاقه من الكا تيت أيضًا مؤامرة بين نخبة البارونية و«الرجل الصالح» جون فارسون، زعيم عصبة المتمردين، لتزويد آلات فارسون الحربية بوقود ميجيس. بعد أن احتجزت السلطات الكا تيت بتهمة ملفقة بقتل عمدة البارونية ومستشارها، تمكنوا من الفرار من السجن بمساعدة سوزان، ودمروا الوقود والكتيبة التي أرسلها فارسون لنقله، وأيضًا خونة ميجيس. تنتهي المعركة في آيبولت كانيون، حيث تواجه قوات فارسون مناورة هجوم تنتهي بوفاتها داخل البقعة.